# Labuat
 (juin 2023).
Labuat est un groupe musical espagnol, composé de Virginia Maestro, Risto Mejide et The Pinker Tones. Virginia Maestro elle-même est également connue sous ce nom.

## Histoire

### Nom et fondation
Une partie du projet est créé par Risto Mejide, qui a composé des chansons destinées à être enregistrées par une voix féminine et produites par The Pinker Tones. Risto Mejide ne pouvait trouver la bonne voix jusqu'à ce qu'il entende Virginia Maestro lors du casting de l'édition 2008 d'Operación Triunfo. Alors qu'elle était à l'académie, il avait déjà conclu un accord avec Sony BMG pour sortir l'album même si elle ne gagnait pas l'émission.

« Quand je participais au programme, The Pinker Tones et Risto étaient déjà en contact, attendant que je sorte et que je puisse commencer à participer au projet. Ils avaient même déjà signé un accord avec Sony, et même si je ne gagnais pas le projet serait quand même fait. Je n'avais clairement aucune idée de ce qu'il adviendrait de ma vie. C'était un projet auquel ils avaient juste besoin de trouver la bonne voix. Je pense que c'est une chance commune que nous nous soyons trouvés l'un l'autre. »

— Virginia Maestro
Lors de la fête organisée après la finale du programme, Risto Mejide détaille les chansons à Virginia et lui demande son numéro de téléphone pour lui faire une proposition. Deux jours plus tard, Virginia se rendu chez lui pour écouter les démos apercevant également une photo d'elle sur une table avec marqué « Labuat » dessus, un nom auquel elle s'est identifiée après avoir découvert ce qu'il signifiait.

« C'était l'idée de Risto, le matin où je suis allée chez lui, deux jours après avoir quitté l'émission pour écouter la démo et pour qu'il me propose le projet, il avait une photo imprimée de moi sur une table et en dessous il y avait écrit « Labuat ». Il m'a dit que c'était le nom de l'endroit à Barcelone où j'avais entendu du jazz pour la première fois. C'est ce qui m'a permis de m'identifier. Plus tard, il m'a dit que ça venait de « La boîte » en français, qui signifie « La discothèque », mais plutôt dans le sens intime d'une salle de concert, ce qui m'a fait me sentir de plus en plus identifié. De par l'intimité que j'ai avec la musique, j'ai dit oui. »

— Virginia Maestro
La production de l'album est initiée lorsque The Pinker Tones demande à Virginia une liste de ses références musicales.

### Premier album
Le 5 décembre 2008, le nom du groupe est annoncé publiquement. En février 2009, l'album est annoncé composé par Risto Mejide, à l'exception de deux chansons (Carta de otoño, composée par Virginia Maestro ; et Al margen, composée par Risto Mejide avec des paroles de Virginia), que les producteurs seraient le duo The Pinker Tones et que le premier single s'intitulerait Soy tu aire. Le projet est officiellement présenté aux médias lors d'une conférence de presse tenue au Círculo de Bellas Artes à Madrid.
Enfin, l'album éponyme sort le 24 février 2008, et atteint la deuxième place du classement Promusicae dès la première semaine. En mars 2009, une édition de luxe et une édition en vinyle sont publiées.
En avril et mai 2009, ils tournent dans les villes les plus importantes d'Espagne, affichant même complet à la salle de concert Luz de Gas à Barcelone. Ils font la première partie du concert de Beyoncé à Barcelone. Plusieurs mois après la sortie de l'album, le groupe confirme avoir vendu 20 000 exemplaires et annonce un deuxième album, ainsi que sa présentation en Amérique latine.

### Post-séparation
Toujours au sein de Labuat, Virginia se rend le 13 juillet 2009 au studio d'enregistrement GG Producciones pour enregistrer les démos du répertoire qu'elle propose pour le deuxième album de Labuat, auquel Risto Mejide ne participera pas. En janvier 2010 commence l'enregistrement de l'album, dans lequel Virginia est coproductrice des chansons, avec la participation d'Iñaki García, qui devient son producteur, entre autres. Le 24 juillet 2010, Virginia annonce sur sa page Facebook personnelle qu'elle fait ses adieux à Labuat. Le 25 octobre 2010, on annonce que le nouvel album s'appellera Dulce hogar et qu'il sera entièrement composé par Virginia Maestro. La date de sortie de l'album est également annoncée pour mars 2011.
Virginia adopte le nom de scène Virginia Labuat. Le 26 janvier 2011, est annoncé le single The Time is Now qui sort le 8 février 2011. En quelques heures, il atteint la première place sur iTunes et la huitième place du classement hebdomadaire des singles en Espagne. Le 29 mars 2011, Dulce hogar, le premier album solo de Virginia, est publié avec un succès critique similaire à celui de l'album de Labuat, et atteint la 11e place des charst espagnols.

## Membres
- Virginia Maestro — chant, composition
- Risto Mejide — composition, production exécutive
- The Pinker Tones — producteurs artistiques

## Discographie

### Albums studio
- 2009 : Labuat

### Singles
- 2009 : Soy tu aire
- 2009 : De pequeño
- 2009 : Carta de otoño

### Clips
- 2009 : Soy tu aire
- 2009 :  De pequeño